# Гринго (фильм)
«Гри́нго» (англ. El Gringo) — боевик режиссёра Эдуардо Родригеса, в главной роли Скотт Эдкинс. Мировая премьера состоялась 11 мая 2012 года.

## Сюжет
Сюжет вращается вокруг американца, который пересекает мексиканскую границу с пулевым ранением руки и с полной сумкой денег, с целью отправиться в Акапулько и отдохнуть на пляже. Но вскоре он понимает, что это легче сказать, чем сделать…

## В ролях
- Скотт Эдкинс — Гринго / мужчина
- Ивет Йетс — Анна
- Кристиан Слейтер — лейтенант Уэст
- Исраэль Ислас — Кулебра
- Эрандо Гонсалес — шеф Эспиноса
- София Сисньеда — Флака
- Валентин Ганев — Логан, начальник полиции
- Захари Бахаров — офицер Белль
- Башар Рахаль — офицер Салливан
- Атанас Сребрев — офицер Рик

## Производство
В 2011 году кинокомпания After Dark Films купила сценарий «Гринго» у Джонатана Стоукса и назначила продюсером Джоэля Сильвера.
Съёмки проходили в Болгарии и в США, в штате Луизиана. Бюджет фильма составил 7 миллионов долларов.
Герой Кристиана Слэйтера появляется в кадре на а/м «Волга» Газ-24, так как найти в Болгарии, где проходила часть съёмок фильма, американское «олдовое» авто не представлялось возможным.

## Саундтрек
Специально для фильма хеви-метал группа Manowar написала песню, которая так и называется «El Gringo», песня исполняется в фильме и вошла в официальный альбом группы «The Lord of Steel».